# Romancing SaGa 2
Romancing SaGa 2 (ロマンシング サ・ガ2, Romanshingu Sa・Ga Tsū) est un jeu vidéo de rôle sur Super Famicom développé par Square sorti au Japon en décembre 1993. Il est le cinquième épisode de la série de jeux SaGa et remporte lui aussi un grand succès, se vendant à 1,49 million d'exemplaires, dont 1,3 million au Japon.